# 1809 Prometheus
Prometheus (asteróide 1809) é um asteroide da cintura principal, a 2,6313676 UA. Possui uma excentricidade de 0,1011755 e um período orbital de 1 829,58 dias (5,01 anos).
Prometheus tem uma velocidade orbital média de 17,40762144 km/s e uma inclinação de 3,25844º.
Esse asteroide foi descoberto em 24 de Setembro de 1960 por PLS.
Este asteroide recebeu este nome em homenagem ao deus Prometeu da mitologia grega.